# Poecilodryas hypoleuca
La petroica flanquinegra (Poecilodryas hypoleuca) es una especie de ave paseriforme de la familia Petroicidae endémica de Nueva Guinea y las islas Raja Ampat.

## Subespecies
- Poecilodryas hypoleuca hermani
- Poecilodryas hypoleuca hypoleuca
- Poecilodryas hypoleuca steini